# 천원전 (일본)
일본 천원전(일본어: 天元戦)은 일본의 바둑 기전이다. 1975년에 창설되었으며 우승 상금은 1,200만 엔이다.
대회 5연패나 10회 우승에 성공한 기사는 은퇴하거나 만60세가 지나면 '명예 천원'의 자격이 주어진다.
대회 10연패에 성공한 기사는 곧바로 '명예 천원'의 자격이 주어진다.

## 역대 우승자
| 회수 | 연도 | 우승              | 전적 | 준우승          |
| ---- | ---- | ----------------- | ---- | --------------- |
| 1    | 1975 | 후지사와 슈코     | 3-1  | 오히라 슈조     |
| 2    | 1976 | 고바야시 고이치   | 3-1  | 스기우치 마사오 |
| 3    | 1977 | 시마무라 토시히로 | 3-1  | 소노다 유이치   |
| 4    | 1978 | 가토 마사오       | 3-1  | 후지사와 슈코   |
| 5    | 1979 | 가토 마사오       | 3-0  | 가타오카 사토시 |
| 6    | 1980 | 가토 마사오       | 3-0  | 야마베 토시로   |
| 7    | 1981 | 가토 마사오       | 3-2  | 고바야시 고이치 |
| 8    | 1982 | 가타오카 사토시   | 3-2  | 가토 마사오     |
| 9    | 1983 | 가타오카 사토시   | 3-1  | 아와지 슈조     |
| 10   | 1984 | 이시다 요시오     | 3-1  | 가타오카 사토시 |
| 11   | 1985 | 고바야시 고이치   | 3-0  | 이시다 요시오   |
| 12   | 1986 | 고바야시 고이치   | 3-1  | 소노다 유이치   |
| 13   | 1987 | 조치훈            | 3-2  | 고바야시 고이치 |
| 14   | 1988 | 조치훈            | 3-2  | 소노다 유이치   |
| 15   | 1989 | 린하이펑          | 3-2  | 조치훈          |
| 16   | 1990 | 린하이펑          | 3-0  | 고바야시 고이치 |
| 17   | 1991 | 린하이펑          | 3-1  | 가토 마사오     |
| 18   | 1992 | 린하이펑          | 3-1  | 야마시로 히로시 |
| 19   | 1993 | 린하이펑          | 3-1  | 가타오카 사토시 |
| 20   | 1994 | 류시훈            | 3-1  | 린하이펑        |
| 21   | 1995 | 류시훈            | 3-2  | 고바야시 고이치 |
| 22   | 1996 | 류시훈            | 3-2  | 린하이펑        |
| 23   | 1997 | 구도 노리오       | 3-1  | 류시훈          |
| 24   | 1998 | 고바야시 고이치   | 3-2  | 구도 노리오     |
| 25   | 1999 | 고바야시 고이치   | 3-0  | 구도 노리오     |
| 26   | 2000 | 류시훈            | 3-0  | 고바야시 고이치 |
| 27   | 2001 | 하네 나오키       | 3-1  | 류시훈          |
| 28   | 2002 | 하네 나오키       | 3-2  | 조선진          |
| 29   | 2003 | 하네 나오키       | 3-2  | 야마시타 케이고 |
| 30   | 2004 | 야마시타 케이고   | 3-0  | 하네 나오키     |
| 31   | 2005 | 고노 린           | 3-2  | 야마시타 케이고 |
| 32   | 2006 | 고노 린           | 3-1  | 야마시타 케이고 |
| 33   | 2007 | 고노 린           | 3-1  | 야마시타 케이고 |
| 34   | 2008 | 장쉬              | 3-0  | 고노 린         |
| 35   | 2009 | 야마시타 케이고   | 3-2  | 장쉬            |
| 36   | 2010 | 유키 사토시       | 3-0  | 야마시타 케이고 |
| 37   | 2011 | 이야마 유타       | 3-0  | 유키 사토시     |
| 38   | 2012 | 이야마 유타       | 3-0  | 고노 린         |
| 39   | 2013 | 이야마 유타       | 3-0  | 아키야마 지로   |
| 40   | 2014 | 다카오 신지       | 3-2  | 이야마 유타     |
| 41   | 2015 | 이야마 유타       | 3-0  | 다카오 신지     |
| 42   | 2016 | 이야마 유타       | 3-1  | 이치리키 료     |
| 43   | 2017 | 이야마 유타       | 3-0  | 이치리키 료     |
| 44   | 2018 | 이야마 유타       | 3-2  | 야마시타 케이고 |
| 45   | 2019 | 이야마 유타       | 3-2  | 쉬자위안        |
| 46   | 2020 | 이치리키 료       | 3-2  | 이야마 유타     |
| 47   | 2021 | 세키 고타로       | 3-1  | 이치리키 료     |
| 48   | 2022 | 세키 고타로       | 3-2  | 이다 아쓰시     |
| 49   | 2023 | 이치리키 료       | 3-1  | 세키 고타로     |
| 50   | 2024 | 이치리키 료       | 3-1  | 시바노 도라마루 |

## 같이 보기
- 프로 바둑 기사
- 중일 천원전
- 한중 천원전
- 국제 바둑 연맹